# اوکیتایپ
اوکیتایپ (به اسپانیایی: Auquitaipe) یک کوه در پرو است که در Peru, Tacna Region واقع شده‌است. اوکیتایپ ۵٬۶۰۰ متر بالاتر از سطح دریا واقع شده‌است.